# Награды Байконура
Награ́ды Байкону́ра — региональные награды города федерального значения Российской Федерации — города Байконур, учреждённые администрацией города Байконур согласно соответствующим законодательным актам. 
В целях согласования и утверждения проектов наград города Байконур, возбуждения ходатайств о награждении ими, при администрации города Байконур, была создана ономастическая комиссия по утверждению почётных званий и почётных наград.
Награды города Байконур являются формой поощрения граждан Российской Федерации, Республики Казахстан и других государств, в знак признания их выдающихся заслуг перед городским сообществом, поощрения личной деятельности, направленной на пользу города Байконур и космодрома Байконур, весомый вклад в развитие отечественной и мировой космонавтики, обеспечение благополучия и процветания города Байконур, повышение благосостояния его жителей. Также награды призваны стимулировать трудовую и общественную активность населения города Байконур.

## Перечень наград

### Высшее звание
| Изображение награды | Наименование награды                                                                        | Дата учреждения  | Правила награждения | Источник |
| ------------------- | ------------------------------------------------------------------------------------------- | ---------------- | --- | --- |
|                     | Звание «Почётный гражданин города Байконур» --- (Знак Почётного гражданина города Байконур) | 27 мая 1998 года | Звание «Почётный гражданин города Байконур» является высшей наградой города Байконур, формой признания выдающихся заслуг граждан перед городом и космодромом Байконур. Основаниями для присвоения лицу звания являются: - выдающиеся заслуги гражданина перед городом и космодромом Байконур и его весомый вклад в области развития отечественной и мировой космонавтики, городской инфраструктуры, общественной деятельности, культуры и искусства, физической культуры и спорта, науки, просвещения, воспитания и образования, здравоохранения, охраны окружающей среды, правопорядка, общественной безопасности и в иных сферах деятельности; - многолетняя, плодотворная, эффективная и безупречная деятельность гражданина с выдающимися результатами, благодаря которой гражданин пользуется широкой известностью и признанным авторитетом среди жителей города Байконур; - совершение гражданином героических поступков во благо города и космодрома Байконур. Лицу, удостоенному звания, вручаются Грамота и удостоверение Почётного гражданина города Байконур, Знак Почётного гражданина города Байконур, предоставляются определённые законом права и льготы. | Постановление от 03.05.2011 № 80 «О внесении изменений в Положение о порядке присвоения звания Почётный гражданин города Байконур...» --- Постановление от 30.05.2016 № 137 «Об утверждении Положения о звании Почётный гражданин города Байконур в новой редакции» |

### Медали
| Изображение награды | Наименование награды                 | Дата учреждения     | Правила награждения | Источник |
| ------------------- | ------------------------------------ | ------------------- | --- | --- |
|                     | Медаль «За заслуги перед Байконуром» | 27 марта 2018 года  | Основаниями для награждения медалью «За заслуги перед Байконуром» являются: - значительный вклад в укрепление международных связей, развитие международного сотрудничества, укрепление добрососедских отношений, сближение национальных культур народов России и Казахстана; - многолетняя плодотворная творческая работа в космической отрасли, высокие результаты научных исследований в области освоения и использования космического пространства; - значительный вклад в разработку и реализацию космических программ и проектов, развитие пилотируемой космонавтики; - значительный вклад в разработку, создание, совершенствование, испытание и применение ракетной и ракетно-космической техники, наземного технологического оборудования; - значительный вклад в строительство и реконструкцию объектов, предназначенных для испытания и применения ракетной и ракетно-космической техники, в обеспечение деятельности по освоению космического пространства; - значительный вклад в подготовку кадров для космической отрасли; - активная деятельность по пропаганде истории и достижений отечественной космонавтики, популяризации достижений города и космодрома Байконур; - активная благотворительная деятельность и многолетнее активное участие в общественной жизни города Байконур; - заслуги перед городом и космодромом Байконур в связи с весомым вкладом в развитие инфраструктуры, культуры и искусства, духовно-нравственного воспитания, физической культуры и спорта, воспитания детей и юношества, образования, науки, просвещения, здравоохранения, охраны окружающей среды, правопорядка, общественной безопасности и иных сфер деятельности; - многолетняя, плодотворная, эффективная деятельность с выдающимися результатами, благодаря которой гражданин пользуется широкой известностью и признанным авторитетом среди жителей города Байконур; - героические поступки, мужество, смелость и отвага, проявленные при спасении людей, исторических и культурных ценностей во время стихийных бедствий, пожаров, катастроф и при других чрезвычайных обстоятельствах, иные самоотверженные поступки и действия, совершенные жителями города или иными лицами; - значительный вклад в становление и развитие общественных организаций ветеранов Байконура, функционирующих как в городе Байконур, так и за его пределами, становление и развитие волонтерского, студенческого, молодежного, кадетского движений в городе Байконур. | Постановление Главы администрации города Байконур от 27 марта 2018 года № 88 "О медали «За заслуги перед Байконуром»" --- |
|                     | Медаль «За верность долгу»           | 2 октября 2019 года | Медалью «За верность долгу» награждаются Кандидаты за заслуги перед комплексом «Байконур», такие как вклад в обеспечение функционирования объектов инфраструктуры; вклад в развитие сфер жизнедеятельности города и космодрома Байконур, общественной жизни города Байконур; разработка, испытание и применение на космодроме Байконур ракетно-космической техники; активная успешная деятельность по популяризации города и космодрома Байконур и его достижений; прославление комплекса «Байконур» собственными достижениями; за успехи в науке, учёбе, спорте, искусстве, творчестве, общественной, ветеранской, историко- или военно-патриотической, волонтёрской деятельности; за героический поступок или стойкость, мужество, ответственное отношение к исполнению должностных и общечеловеческих обязанностей и при условии наличия факта продолжительной, не менее 10 лет, деятельности на благо комплекса «Байконур». За успехи в науке, учёбе, спорте, искусстве, творчестве, общественной, ветеранской, историко- или военно-патриотической, волонтёрской деятельности, за героический поступок или стойкость, мужество и ответственное отношение к исполнению должностных и общечеловеческих обязанностей в сложных условиях окружающей обстановки, или если инициатором поощрения является Глава администрации, или если Кандидатом на награждение Медалью является Почётный гражданин города Байконур, руководитель Организации, член комиссии, функционирующей на территории комплекса «Байконур», член Организации, расположенной и осуществляющей свою деятельность за пределами города Байконур, обучающийся образовательной организации, индивидуальный предприниматель, награждение Медалью осуществляется без учета требований, касающихся наличия у Кандидата факта продолжительной, не менее 10 лет, деятельности на комплексе «Байконур». | Постановление Главы администрации города Байконур от 2 октября 2019 года № 486 "О медали «За верность долгу»" ---         |

### Нагрудные знаки
| Изображение награды | Наименование награды                            | Дата учреждения     | Правила награждения | Источник |
| ------------------- | ----------------------------------------------- | ------------------- | --- | --- |
|                     | Нагрудный знак «Патриот Байконура»              | 2 октября 2019 года | Нагрудным знаком «Патриот Байконура» награждаются Кандидаты за заслуги перед комплексом «Байконур», такие как вклад в обеспечение функционирования объектов инфраструктуры; вклад в развитие сфер жизнедеятельности города и космодрома Байконур, общественной жизни города Байконур; разработка, испытание и применение на космодроме Байконур ракетно-космической техники; активная успешная деятельность по популяризации города и космодрома Байконур и его достижений; прославление комплекса «Байконур» собственными достижениями; за успехи в науке, учёбе, спорте, искусстве, творчестве, общественной, ветеранской, историко- или военно-патриотической, волонтёрской деятельности; за героический поступок или стойкость, мужество, ответственное отношение к исполнению должностных и общечеловеческих обязанностей и при условии наличия факта продолжительной, не менее 10 лет, деятельности на благо комплекса «Байконур». За успехи в науке, учёбе, спорте, искусстве, творчестве, общественной, ветеранской, историко- или военно-патриотической, волонтёрской деятельности, за героический поступок или стойкость, мужество и ответственное отношение к исполнению должностных и общечеловеческих обязанностей в сложных условиях окружающей обстановки, или если инициатором поощрения является Глава администрации, или если Кандидатом на награждение Нагрудным знаком является Почётный гражданин города Байконур, руководитель Организации, член комиссии, функционирующей на территории комплекса «Байконур», член Организации, расположенной и осуществляющей свою деятельность за пределами города Байконур, обучающийся образовательной организации, индивидуальный предприниматель, награждение Нагрудным знаком осуществляется без учета требований, касающихся наличия у Кандидата факта продолжительной, не менее 10 лет, деятельности на комплексе «Байконур». | Постановление от 02.10.2019 № 485 "О нагрудном знаке «Патриот Байконура»" ---                                                                                               |
|                     | Нагрудный знак «Город Байконур»                 | 2 октября 2019 года | Нагрудным знаком «Город Байконур» награждаются Кандидаты за заслуги перед комплексом «Байконур», такие как вклад в обеспечение функционирования объектов инфраструктуры; вклад в развитие сфер жизнедеятельности города и космодрома Байконур, общественной жизни города Байконур; разработка, испытание и применение на космодроме Байконур ракетно-космической техники; активная успешная деятельность по популяризации города и космодрома Байконур и его достижений; прославление комплекса «Байконур» собственными достижениями; за успехи в науке, учёбе, спорте, искусстве, творчестве, общественной, ветеранской, историко- или военно-патриотической, волонтёрской деятельности; за героический поступок или стойкость, мужество, ответственное отношение к исполнению должностных и общечеловеческих обязанностей и при условии наличия факта продолжительной, не менее 10 лет, деятельности на благо комплекса «Байконур». За успехи в науке, учёбе, спорте, искусстве, творчестве, общественной, ветеранской, историко- или военно-патриотической, волонтерской деятельности, за героический поступок или стойкость, мужество и ответственное отношение к исполнению должностных и общечеловеческих обязанностей в сложных условиях окружающей обстановки, или если инициатором поощрения является Глава администрации, или если Кандидатом на награждение Нагрудным знаком является Почётный гражданин города Байконур, руководитель Организации, член комиссии, функционирующей на территории комплекса «Байконур», член Организации, расположенной и осуществляющей свою деятельность за пределами города Байконур, обучающийся образовательной организации, индивидуальный предприниматель, награждение Нагрудным знаком осуществляется без учёта требований, касающихся наличия у Кандидата факта продолжительной, не менее 10 лет, деятельности на комплексе «Байконур».    | Постановление от 02.10.2019 № 487 "О нагрудном знаке «Город Байконур»" --- Постановление от 31.08.2020 № 435 "О внесении изменений в Постановление от 02.10.2019 № 487" --- |
|                     | Нагрудный знак «Почётный гость города Байконур» | *                   | Нагрудным знаком «Почётный гость города Байконур» награждаются проживающие за пределами комплекса «Байконур» граждане Российской Федерации и иностранные граждане, находящиеся с официальным визитом на территории комплекса «Байконур», за личный вклад в социально-экономическое развитие комплекса и города Байконур, а также сохранение его исторического и культурного наследия. Решение о награждении Нагрудным знаком оформляется распоряжением Главы администрации города Байконур и публикуется в средствах массовой информации. Вместе с Нагрудным знаком «Почётный гость города Байконур» вручается именное Свидетельство о награждении Нагрудным знаком. Повторное награждение Нагрудным знаком не производится. Нагрудный знак «Почётный гость города Байконур» вручается в торжественной обстановке Главой администрации города Байконур либо по его поручению одним из его заместителей. | Положение о Нагрудном знаке «Почётный гость города Байконур» |

### Памятные и юбилейные награды
| Изображение награды | Наименование награды                                                          | Дата учреждения       | Правила награждения | Источник |
| ------------------- | ----------------------------------------------------------------------------- | --------------------- | --- | --- |
|                     | Медаль «В память о 50-летии Байконура»                                        | 5 апреля 2005 года    | Медалью «В память о 50-летии Байконура» награждались предприятия, организации, учреждения, воинские части, коллективы и отдельные лица за многосторонний и существенный вклад в сохранение национальной истории, свидетельств первых шагов практического ракетостроения в России, их реализацию на космодроме Байконур, активную пропаганду достижений отечественной и мировой космонавтики. Внешний вид медали «В память о 50-летии Байконура» был согласован с Геральдическим советом при Президенте Российской Федерации. Награждённому медалью «В память о 50-летии Байконура» одновременно с вручением медали вручалось соответствующее удостоверение. | Постановление от 05.04.2005 "О медали «В память о 50-летии Байконура»" ---                                              |
|                     | Памятный знак «В честь 55-летия Байконура»                                    | 27 мая 2010 года      | Памятным знаком «В честь 55-летия Байконура» награждались граждане Российской Федерации, Республики Казахстан и иностранные граждане, внесшие значительный вклад в развитие и становление комплекса «Байконур» и (или) имеющие особые заслуги перед космодромом и городом Байконур. Памятным знаком также награждались предприятия, организации, учреждения, воинские части и общественные организации, внесшие значительный вклад в развитие и становление комплекса Байконур, имеющие особые заслуги в деле пропаганды достижений отечественной космонавтики. Памятный знак вручался от имени Главы администрации города Байконур. Вручение Памятного знака производилось в торжественной обстановке. Каждому награжденному Памятным знаком одновременно с вручением Памятного знака выдавалось удостоверение установленного образца. | Постановление от 27.05.2010 № 70 "О памятном знаке «В честь 55-летия Байконура»"                                        |
|                     | Памятный знак-медаль «50 лет со дня первого полёта человека в космос»         | 14 января 2014 года   | Памятным знаком-медалью «50 лет со дня первого полёта человека в космос» награждались предприятия, организации, учреждения, воинские части, коллективы и отдельные лица за: - значительный вклад в становление и развитие космонавтики, города и космодрома Байконур; - профессиональные успехи и достижения, многолетний плодотворный труд в различных сферах деятельности, направленный на обеспечение испытаний и применения ракетно-космических средств; - значительный вклад в обеспечение законности, правопорядка и безопасности на комплексе «Байконур»; - содействие в решении задач, возложенных на город и космодром Байконур. Памятный знак-медаль «50 лет со дня первого полёта человека в космос» носится на левой стороне груди и располагается ниже государственных и ведомственных наград, а при наличии памятного знака «В честь 55-летия Байконура» – после него. | Постановление от 14.01.2014 № 03 "О памятном знаке-медали «50 лет со дня первого полёта человека в космос»" ---         |
|                     | Памятный знак-медаль «50 лет полёту В.Терешковой — первой женщины-космонавта» | 14 января 2014 года   | Памятным знаком-медалью «50 лет полёту В.Терешковой — первой женщины-космонавта» награждаются предприятия, организации, учреждения, воинские части, коллективы и отдельные лица за: - значительный вклад в становление и развитие космонавтики, города и космодрома Байконур; - высокие достижения в области культуры, искусства, образования, спорта, военно-патриотической деятельности, пропаганду истории и достижений отечественной космонавтики, города и космодрома Байконур; - значительный вклад в установление, поддержание и развитие взаимоотношений администрации города Байконур с другими российскими и иностранными регионами и административно-территориальными образованиями, предприятиями, учреждениями и организациями; - содействие в решении задач, возложенных на город и космодром Байконур. Памятный знак-медаль «50 лет полёту В.Терешковой — первой женщины-космонавта» носится на левой стороне груди и располагается ниже государственных и ведомственных наград, а при наличии памятного знака-медали «50 лет со дня первого полёта человека в космос» – после него. | Постановление от 14.01.2014 № 02 "О памятном знаке-медали «50 лет полёту В.Терешковой — первой женщины-космонавта»" --- |
|                     | Юбилейная медаль «60 лет Байконуру»                                           | 24 июля 2015 года     | Юбилейной медалью «60 лет Байконуру» награждались предприятия, организации, учреждения, воинские части, коллективы и отдельные лица, внесшие значительный вклад в развитие и становление комплекса «Байконур» и (или) имеющие особые заслуги перед космодромом и городом Байконур. Награжденному юбилейной медалью «60 лет Байконуру» одновременно с вручением юбилейной медали вручалось соответствующее удостоверение. Вручение юбилейной медали «60 лет Байконуру» производилось в торжественной обстановке, как правило, на мероприятиях, посвященных государственным, профессиональным праздникам, памятным датам и другим знаменательным событиям. Юбилейная медаль «60 лет Байконуру» носится на левой стороне груди и располагается ниже государственных и ведомственных наград, а при наличии памятного знака-медали «50 лет полёту В.Терешковой — первой женщины-космонавта» – после него. | Постановление от 24.07.2015 № 146 "О юбилейной медали «60 лет Байконуру»" ---                                           |
|                     | Памятная медаль «60 лет со дня запуска первого искусственного спутника Земли» | 25 сентября 2017 года | Памятной медалью «60 лет со дня запуска первого искусственного спутника Земли» награждаются предприятия, организации, учреждения, воинские части, коллективы и отдельные лица, чья деятельность способствовала развитию города и космодрома Байконур. Награжденному памятной медалью «60 лет со дня запуска первого искусственного спутника Земли» одновременно с вручением памятной медали «60 лет со дня запуска первого искусственного спутника Земли» вручается соответствующее удостоверение, имеющее порядковый номер. Памятная медаль «60 лет со дня запуска первого искусственного спутника Земли» носится на левой стороне груди и располагается ниже государственных и ведомственных наград, а при наличии юбилейной медали «60 лет Байконуру» – после неё. Реестр граждан, награжденных памятной медалью «60 лет со дня запуска первого искусственного спутника Земли», ведется организационно-протокольным отделом Аппарата Главы администрации города Байконур. | Постановление от 25.09.2017 № 300 "О памятной медали «60 лет со дня запуска первого искусственного спутника Земли»" --- |
|                     | Памятная медаль «65 лет Байконуру»                                            | 2 октября 2019 года   | Условиями награждения Памятной медалью «65 лет Байконуру» являются наличие у Лица заслуг перед комплексом «Байконур» или космонавтикой (большой вклад в обеспечение функционирования объектов инфраструктуры, развитие сфер жизнедеятельности города и космодрома Байконур, общественной жизни города, разработка, испытание и применение ракетно-космической техники), Почётной грамоты Главы администрации города Байконур, отсутствие у Лица неснятого дисциплинарного взыскания. Условия наличия Почётной грамоты и отсутствия взыскания не обязательны в случаях если инициатором поощрения Памятной медалью является Глава администрации, а также для награждения ею Почётных граждан города Байконур, членов общественных, ветеранских организаций, обучающихся, воспитанников (участников) организаций дополнительного образования, членов комиссий администрации города Байконур, творческих, спортивных, историко- и военно-патриотических коллективов, спортсменов, индивидуальных предпринимателей, членов Организаций, расположенных и осуществляющих свою деятельность за пределами города Байконур. Памятная медаль «65 лет Байконуру» носится на левой стороне груди и располагается ниже государственных и ведомственных наград, а при наличии памятной медали «60 лет со дня запуска первого искусственного спутника Земли» – после неё. | Постановление от 02.10.2019 № 487 "О памятной медали «65 лет Байконуру»" ---                                            |

### Ведомственные нагрудные знаки космодрома
| Изображение награды | Наименование награды                              | Дата учреждения      | История награды | Источник |
| ------------------- | ------------------------------------------------- | -------------------- | --- | --- |
|                     | Нагрудный знак «Ветеран космодрома Байконур»      | 22 февраля 1964 года | Нагрудный знак «Ветеран космодрома Байконур» учреждён Советом ветеранов космодрома Байконур. Совет ветеранов был избран 22 февраля 1964 года в Доме офицеров поселка Ленинский (ныне город Байконур) в составе 16-ти человек: генерал-майора А. М. Войтенко; полковников: А. С. Кириллова, А. Ф. Горина; подполковников: М. Т. Суркова, Г. Д. Матренина, В. Г. Козлова; майора В. И. Сорокина; капитанов: В. Н. Шарапова, В. П. Зелёненького, В. Г. Соколова, Б. С. Кривицкого, Э. Н. Андреева. В 1975 году состоялась первая встреча ветеранов космодрома Байконур в Доме офицеров в Болшево Московской области. В 1981 году был создан Центральный совет под председательством первого начальника полигона генерал-лейтенанта А. И. Нестеренко. В декабре 1993 года организация ветеранов космодрома Байконур была принята коллективным членом в Федерацию космонавтики СССР. | Постановление Совета ветеранов космодрома Байконур от 22 февраля 1964 года --- О знаке «Ветеран космодрома Байконур»                                                         |
|                     | Нагрудный знак «Заслуженный испытатель Байконура» | 1980-е гг.           | Нагрудный знак «Заслуженный испытатель Байконура» был учреждён командованием космодрома Байконур. Нагрудным знаком награждались военнослужащие и гражданский персонал советской армии принимавшие участие в испытаниях ракетной техники, имеющие на своём счету не менее тридцати пусков ракет среднего класса или четыре пуска сверхтяжелых ракет. После вывода военной инфраструктуры с космодрома Байконур и передачи его гражданской администрации нагрудный знак стал присваиваться директором филиала Госкорпорации Роскосмос на космодроме Байконур. Лицам удостоенным нагрудного знака «Заслуженный испытатель Байконура» выдаётся номерное удостоверение. Идея учреждения нагрудного знака принадлежит А. А. Усику — начальнику АСУ ПП МКС «Энергия-Буран», поддержана Н. И. Козловским — начальником политотдела космодрома Байконур. Автор эскиза нагрудного знака — М. И. Дячук. Нагрудный знак изготавливается на Московском монетном дворе по заказу администрации космодрома Байконур. | Приказ начальника Научно-исследовательского испытательного полигона № 5 Министерства Обороны СССР об учреждении нагрудного знака «Заслуженный испытатель Байконура ---       |
|                     | Нагрудный знак «Почётный строитель Байконура»     | май 1977 года        | Нагрудный знак «Почётный строитель Байконура» был учреждён командованием космодрома Байконур в мае 1977 года. Нагрудный знак вручался военнослужащим и гражданскому персоналу инженерных, строительных и железнодорожных войск советской армии, специалистам службы эксплуатации, принимавшим участие в строительстве и пуске в эксплуатацию объектов инфраструктуры космодрома Байконур и города Ленинска. Идея учреждения нагрудного знака и воплощение её в жизнь принадлежит ветерану строительства космодрома Байконур полковнику А. А. Ткаленко. Автор эскиза нагрудного знака – полковник А. Ф. Кульгейко. | Приказ начальника Научно-исследовательского испытательного полигона № 5 Министерства Обороны СССР от 1977 года об учреждении нагрудного знака «Почётный строитель Байконура» |